# Брагљаса (Мехединци)
Брагљаса (рум. Brâgleasa) насеље је у Румунији у жупанији Мехединци у општини Думбрава. Место се налази на надморској висини од 273 m.

## Становништво
Према подацима из 2002. године у насељу је живело 55 становника, од којих су сви румунске националности.